# Джошуа Куарши
Джошуа Куарши (нім. Joshua Quarshie, нар. 26 липня 2004, Дуйсбург, Німеччина) — німецький футболіст ганського походження, центральний захисник клубу «Гоффенгайм 1899».
На правах оренди грає в клубі «Фортуна» (Дюссельдорф).

## Ігрова кар'єра

### Клубна
Джошуа Куарши починав займатися футболом в молодіжних командах клубів «Шальке 04», дюссельдорфська «Фортуна» та «Рот Вайс» з Ессена.
У липні 2022 року Куарши приєднався до клубу Бундесліги «Гоффенгайм 1899» в якості гравця резервного складу. Першу гру в основі захисник провів 9 листопада 2022 року в поєдинку проти «Вольфсбурга».
Перед сезоном 2023/24 футболіста було внесено в заявку першої команди «Гоффенгайму». У січні 2024 року для набору ігрової практики Куарши був відправлений в оренду до клубу Другої Бундесліги «Фортуна» (Дюссельдорф). Орендний договір розрахований до червня 2025 року.

### Збірна
Маючи ганське коріння, у 2021 році Джошуа Куарши почав виступи на міжнародному рівні у складі юнацьких збірних Німеччини.